# Orquesta Sinfónica Americana

"Intolerance" interpretada por la Orquesta Sinfónica de América, 2018

La Orquesta Sinfónica Americana (en inglés: American Symphony Orchestra, abreviada como ASO) es una agrupación orquestal con sede en Nueva York, que fue fundada en 1962 por Leopold Stokowski. El director de la orquesta es Leon Botstein.

## Historia
Con 80 años, Leopold Stokowski creó esta orquesta en 1962 y fue director musical de la misma hasta mayo de 1972, cuando regresó a Inglaterra. 
Leon Botstein es el actual director musical. Además de su temporada de abono principal en el Lincoln Center, la orquesta también realiza una serie de conferencias / conciertos con la interacción con el público en el Symphony Space llamado "Clásicos desclasificados". También es la orquesta residente del Centro Richard B. Fisher para las Artes Escénicas en el Bard College, Annandale-on-Hudson, donde se lleva a cabo una serie de conciertos de invierno, así como durante el verano Bard Music Festival. La orquesta ha recorrido el mundo y ha realizado numerosas grabaciones y emisiones.
Bajo el liderazgo de Botstein, la ASO se ha convertido en una pionera de la programación temática, organizando programas con temas comunes de la literatura, el arte, la historia o de otras fuentes. La dirección de Botstein se ha caracterizado por la presentación de las obras no interpretadas normalmente. Estos conciertos se llevan a cabo en la serie de vanguardia en el Carnegie Hall. Además de la interpretación, el objetivo es evitar que estas obras desaparezcan del repertorio. Si bien, algunas obras raras están disponibles con todas las partes completas y una partitura en condiciones de uso, otras requieren restauración e incluso creación para que puedan ser tocadas. Este esfuerzo por parte de la ASO al crear estas piezas implica que tales obras en adelante estén disponibles para su interpretación por otras orquestas.